# Халк Хоган
Тери Џин Болеја (енгл. Terry Gene Bollea), познатији као Халк Хоган (Hulk Hogan), био је амерички глумац, рвач и рок басиста. У рвању је дебитовао 1977. године, а члан је WWE куће славних. Дванаест пута је био светски шампион, шест пута шампион у тешкој категорији и шест пута WWE шампион. После улоге у филму Роки 3, Винс Макман га је наговорио да учествује у рвању. Од тада је освајао многе титуле и глумио у разним филмовима и серијама.